# Richard Gere
Richard Tiffany Gere (Filadelfia, 31 de agosto de 1949) es un actor estadounidense. Ha sido galardonado con un premio Globo de Oro  y en 2025 ha recibido un Goya  internacional de la Academia de las Artes Cinematográficas de España durante la gala celebrada en Granada. Comenzó a actuar en la década de 1970, interpretando a Tony Lopanto en Looking for Mr. Goodbar y como Bill en Days of Heaven. Llegó a la fama por su papel en la película American Gigolo (1980), que lo estableció como un símbolo sexual. Luego pasó a protagonizar varias películas exitosas, incluyendo An Officer and a Gentleman, Pretty Woman, Primal Fear, Runaway Bride, Arbitrage y Chicago, entre otras.

## Biografía
Procede de una familia estadounidense de ascendencia anglo-irlandesa. Su padre, Homer George Gere, era agente de seguros para Nationwide Insurance Company y su madre, Doris Ana Tiffany, es ama de casa. Tiene tres hermanas, un hermano y un hermanastro.
Se graduó en el High School of North Syracuse Central en 1967, y ganó fama como músico experto en trompeta, compositor amateur y gimnasta. Gracias a una beca, fue admitido en la Universidad de Massachusetts e intentó graduarse en gimnasia para luego focalizar sus estudios en filosofía, aunque no llegó a graduarse, abandonándolos al cabo de dos años.
En 1969 llevó una vida bohemia al estilo hippie, frecuentando la península de Cape Cod junto a otros amigos.
Allí conoció a un productor artístico que le animó a probar suerte en una obra teatral en Seattle. Tras la experiencia de Seattle se mudó a Nueva York.
En 1973 tuvo un papel en la obra "Grease" en Londres, Reino Unido. En 1975 interpretó la película Quiero la verdad, de Milton Kats. Su interpretación, su buen físico y su personalidad fueron percibidos por otros productores, lo que posteriormente le llevaría a tener un papel en varias películas. En 1977 apareció en Buscando a Mr. Goodbar junto a Diane Keaton.
Su popularidad se disparó con filmes como American Gigolo y An Officer and a Gentleman. Con Pretty Woman quedó patente que se había convertido en sex symbol.
En 1997, actuó junto a Bruce Willis en The Jackal. En el desarrollo de esta película, Willis demostró públicamente que detestaba a Gere, y el rodaje no estuvo exento de problemas y rumores de reyerta entre ambos. No era la primera vez que Gere se veía chocado con otros "machos alfa". En 2006 Sylvester Stallone reconoció en una entrevista que todo el mundo le señalaba como responsable de haber fraguado la famosa leyenda urbana del ratón en el ano de Richard Gere desde que ambos actores se pelearon en el rodaje de The Lords of Flatbush (1974). El bulo, completamente desmentido, se divulgó a través de faxes anónimos enviados a todos los medios de EE. UU.

## Carrera profesional

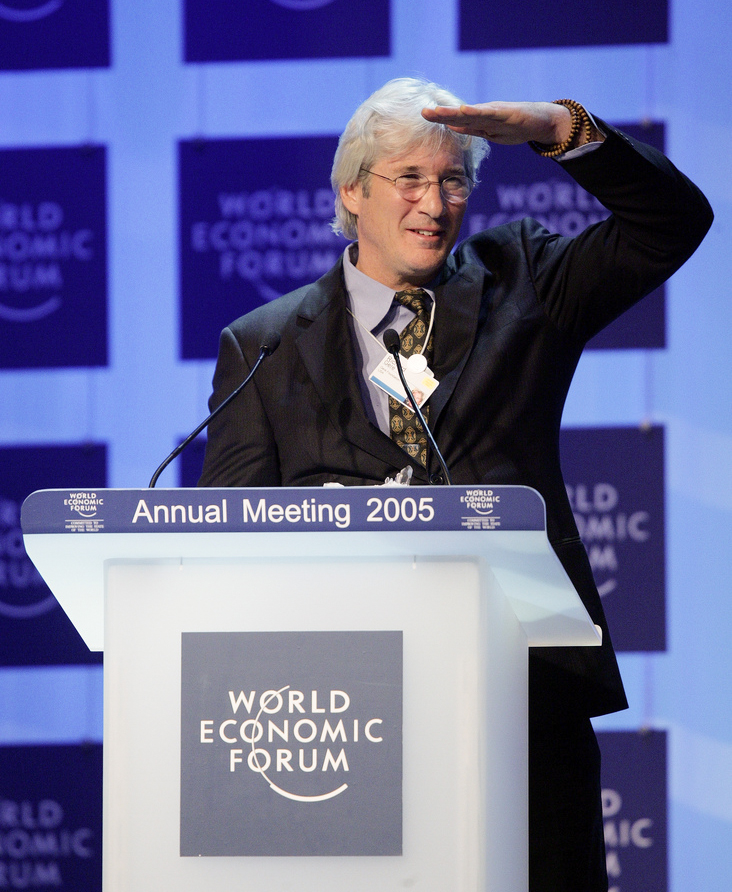
Richard Gere, presidente de la Fundación Gere, recibió el premio Cristal durante el Encuentro Anual 2005 del Foro Económico Mundial el 28 de enero de 2005 en Davos (Suiza)

Su carrera cinematográfica comenzó a mediados de los años setenta, si bien fue en 1980 cuando comenzó a destacar como actor gracias a la película American Gigolo y, poco más tarde, en 1982 con el drama romántico An Officer and a Gentleman. Curiosamente, en estas dos películas el protagonista principal iba a ser John Travolta, pero acabó rechazando ambos papeles.
Su consagración como actor con sesgo comercial se debió a Pretty Woman, filme que catapultó a Julia Roberts a la fama. 
El 23 de septiembre de 2007, Richard recibió el Premio Donostia durante el Festival de Cine de San Sebastián en reconocimiento a su carrera. 
Asimismo, en septiembre de 2012 recibió el Golden Icon Award, galardón de honor concedido por el Festival de Cine de Zúrich en su octava edición, en reconocimiento y homenaje a la trayectoria profesional del actor estadounidense. Los organizadores del evento también valoraron sus dos décadas de compromiso con la causa del pueblo tibetano.

## Vida privada

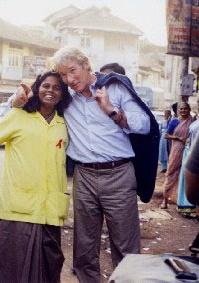
Richard Gere en la India

Estuvo casado con la modelo Cindy Crawford entre 1991 y 1995.
En 1995, Gere conoció a Carey Lowell, y en 2002 se casó con ella tras siete años de relación. Tuvieron un hijo llamado Homer James Jigme Gere, nacido en 2000. En septiembre de 2013, el matrimonio decidió separarse, ya que llevaban un tiempo alejados, según declaraciones de un amigo de la pareja al New York Post y a la revista People.
En junio de 2015 los medios de comunicación destacaron su relación con la activista española, Alejandra Silva con la que se casó en Nueva York a principios de mayo de 2018. En agosto de ese mismo año la pareja confirmó que estaban esperando un hijo y en febrero de 2019 nació su segundo hijo y el primero con Alejandra, un varón llamado Alexander. En noviembre de 2019 la pareja anunció el segundo embarazo de Alejandra. En abril de 2020 nació su tercer hijo y segundo con Alejandra, otro varón llamado James.
La búsqueda de su «verdadero yo» lo llevó a abrazar la fe budista y a ser uno de los principales discípulos estadounidenses del dalái lama. Ha visitado India en varias ocasiones. Ha sido promotor de las visitas del líder budista a Estados Unidos.
Gere es un budista reconocido y un persistente activista en la lucha por los derechos humanos en el Tíbet. Con frecuencia ha hecho declaraciones sobre la política china en el Tíbet, algunas de las cuales no han sido bien recibidas en dicho país. Gere también ha prestado su apoyo a la causa por los derechos de los pueblos indígenas, haciendo un llamamiento a la opinión pública a través de la ONG Survival International.

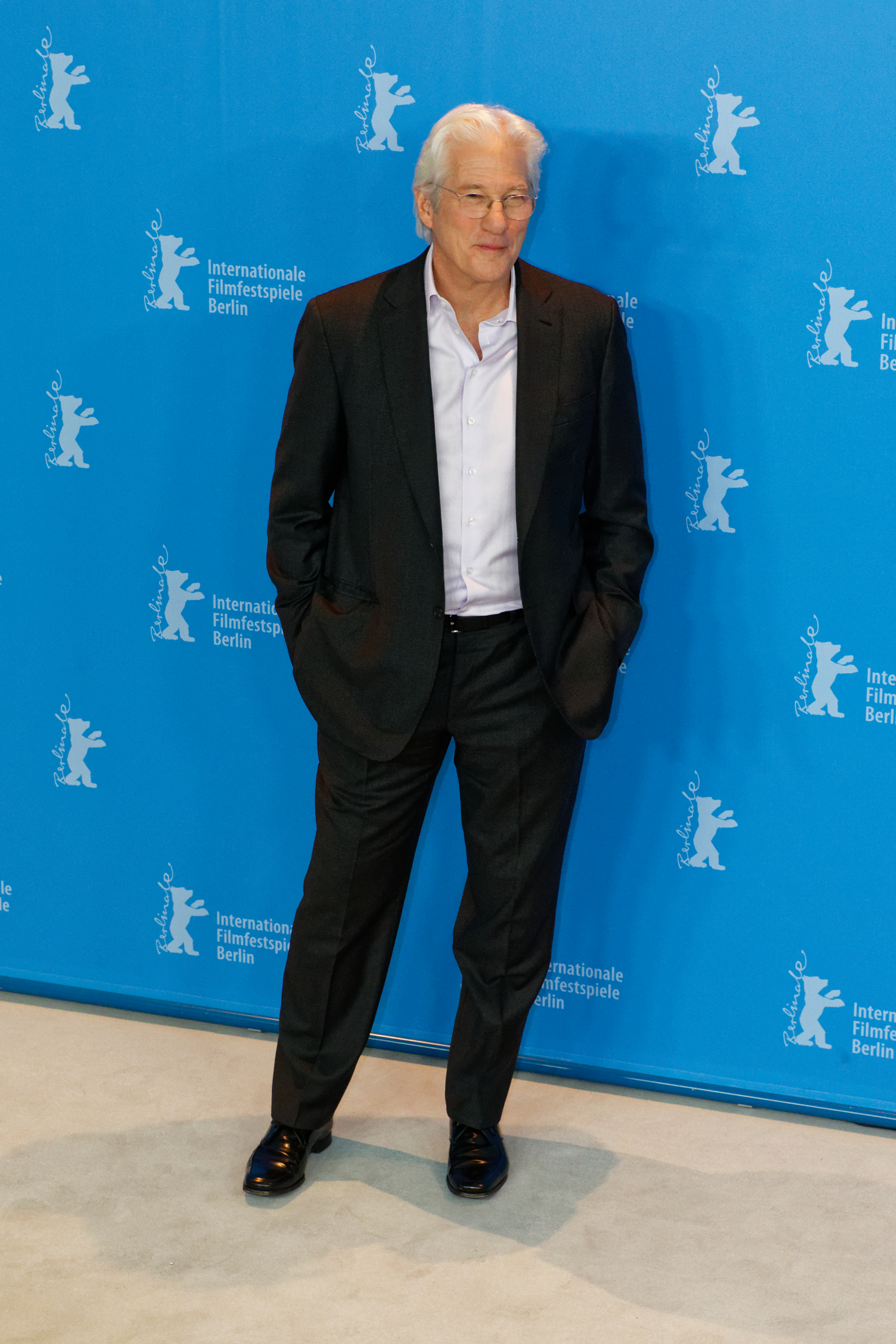
Richard Gere en 2017

## Filmografía
- 1975: Report to the Commissioner (Quiero la verdad)
- 1975: Strike Force
- 1976: Baby Blue Marine
- 1976: The Libreg Incident
- 1977: Looking for Mr. Goodbar (Buscando al señor Goodbar)
- 1978: Bloodbrothers (España: Stony, sangre caliente / Cuestión de sangre en Hispanoamérica)
- 1978: Days of Heaven (Días del cielo)
- 1979: Yanks (Yanquis)
- 1980: American Gigolo (España: American Gigolo / Gigoló americano en Hispanoamérica)
- 1981: Reporters (documental)
- 1982: An Officer and a Gentleman (Reto al destino / España: Oficial y caballero)[22][23][24]
- 1983: Breathless (Sin aliento / España: Vivir sin aliento)
- 1983: Beyond the Limit (Cónsul honorario)
- 1984: The Cotton Club (Cotton Club)
- 1985: King David (Rey David)
- 1986: Power (El poder)
- 1986: No Mercy (Sin piedad / España: Atrapados sin salida)
- 1988: Miles from Home (Lejos del hogar / España: Más allá de la ambición)
- 1990: Pretty Woman (España: Pretty Woman / Mujer bonita en Hispanoamérica)
- 1990: Internal Affairs (Sospecha mortal o Asuntos internos / España: Asuntos sucios)
- 1991: 八月の狂詩曲 (Rapsodia en agosto)
- 1992: Final Analysis (Deseo y engaño / España: Análisis final) (también productor ejecutivo)
- 1993: Mr. Jones
- 1993: Sommersby
- 1993: And the Band Played On (TV) (España: En el filo de la duda / Y la banda siguió tocando)
- 1994: Intersection (Entre dos mujeres)
- 1995: First Knight (El primer caballero)
- 1995: Unzipped (documental)
- 1996: Primal Fear (España: Las dos caras de la verdad / La raíz del miedo o La verdad desnuda)
- 1997: The Jackal (Chacal)
- 1997: Red Corner (Justicia roja / España: El laberinto rojo)
- 1998: Junket Whore (documental)
- 1999: Runaway Bride (Novia fugitiva / España: Novia a la fuga)
- 1999: Big Gray
- 2000: Dr. T & the Women (El Doctor T. y las mujeres)
- 2000: Otoño en New York.
- 2001: Bollywood Bound (documental)
- 2002: Chicago
- 2002: Infiel
- 2002: Mothman: La última profecía
- 2002: Shabana
- 2004: Shall We Dance? (¿Bailamos?)[25]
- 2004: Freedom2speak v2.0 (documental)
- 2005: Palabras mágicas[26]
- 2007: I'm not there (Mi Historia sin mi)
- 2007: The Hunting Party (La sombra del cazador)
- 2007: The Flock (El caso Wells)
- 2007: The Hoax (La gran estafa)
- 2008: Nights in Rodanthe (Noches de Tormenta)[27][28][29]
- 2009: Amelia
- 2009: Siempre a tu lado (Hachiko)
- 2010: Brooklyn's Finest (España: Los amos de Brooklyn / Los mejores de Brooklyn)
- 2011: The Double (La sombra de la traición)
- 2012: El fraude
- 2013: Movie 43
- 2014: Henry & Me
- 2014: Time Out of Mind (Invisibles)
- 2015: El nuevo exótico Hotel Marigold
- 2015: El benefactor
- 2016: Norman: The Moderate Rise and Tragic Fall of a New York Fixer (Norman: El hombre que lo conseguía todo)
- 2017: The Dinner (La cena)
- 2017: Three Christs (Tres Jesucristos)
- 2023: Maybe I Do
- 2024: Longing[30]
- 2024: Oh, Canada

## Premios
Premios Globo de Oro
| Año  | Categoría                       | Película                   | Resultado |
| ---- | ------------------------------- | -------------------------- | --------- |
| 1982 | Mejor actor - Drama             | An Officer and a Gentleman | Nominado  |
| 1990 | Mejor actor - Comedia o musical | Pretty Woman               | Nominado  |
| 2002 | Mejor actor - Comedia o musical | Chicago                    | Ganador   |
| 2012 | Mejor actor - Drama             | Arbitrage                  | Nominado  |

Premios del Sindicato de Actores
| Año  | Categoría     | Película | Resultado |
| ---- | ------------- | -------- | --------- |
| 2003 | Mejor reparto | Chicago  | Ganador   |

Festival Internacional de Cine de San Sebastián
| Año  | Categoría       | Resultado |
| ---- | --------------- | --------- |
| 2007 | Premio Donostia | Ganador   |

Premios Goya
| Año  | Categoría                 | Película                  | Resultado |
| ---- | ------------------------- | ------------------------- | --------- |
| 2025 | Premio Goya Internacional | Premio Goya Internacional | Ganador   |

Premios Sant Jordi
| Año  | Categoría       | Película        | Resultado |
| ---- | --------------- | --------------- | --------- |
| 2025 | Premio de honor | Premio de honor | Ganador   |

Premios Satellite
| Año  | Categoría                       | Película          | Resultado |
| ---- | ------------------------------- | ----------------- | --------- |
| 2000 | Mejor actor - Comedia o musical | Dr. T & the Women | Candidato |
| 2007 | Mejor actor - Comedia o musical | The Hoax          | Candidato |

Premios Primetime Emmy
| Año  | Categoría                                      | Película               | Resultado |
| ---- | ---------------------------------------------- | ---------------------- | --------- |
| 1993 | Mejor actor de reparto - Miniserie o telefilme | And the Band Played On | Candidato |

En 2002 le conceden el Premio honorífico de los Hollywood Awards. Según ha anunciado la organización de estos galardones, el premio fue entregado durante la ceremonia del 22 de octubre en el Beverly Hilton Hotel de Los Ángeles. "Es un privilegio para nosotros celebrar y rendir homenaje a la trayectoria profesional de un actor como Richard Gere", señaló el fundador y director ejecutivo de los Hollywood Awards.